# Llenguatge de programació Logo
LOGO fou el llenguatge de programació desenvolupat per Seymour Papert, Cynthia Solomon i Wally Feurzeig el 1967 a Cambridge, Massachusetts amb l'objectiu d'obtenir una eina de resolució de problemes. És un dels primers treballs en el camp de l'"ensenyament assistit per ordinador". LOGO és un llenguatge que permet ensenyar a programar als infants a través del joc i l'experimentació, introduint conceptes de matemàtiques, geometria cartesiana i trigonometria de forma intuïtiva.
Abans que els ordinadors personals permetessin el dibuix de gràfics per pantalla, LOGO disposava d'un sistema de traçat de gràfics: "la tortuga". "La tortuga" era un petit robot que rebia instruccions simples de LOGO i que movent-se pel damunt d'un paper arrossegant un llapis dibuixava gràfics complexos.
Mitjançant els gràfics de tortuga programats, els infants aprenien a programar i fins i tot podien arribar de forma molt intuïtiva a utilitzar conceptes de programació avançada, com la recursivitat, el tractament (rudimentari) de llenguatge natural i els processos d'inferència lògica.